# 查理·希頓
查理·羅斯·希頓（英語：Charlie Ross Heaton，1994年2月6日—），英格蘭男演員和音樂家。知名於Netflix影集《怪奇物語》（2016年至今）中的喬納森·拜爾斯（Jonathan Byers）一角。

## 早年
查理·希頓出生於西约克郡利兹。與母親住在布里德靈頓議會屋村。

## 私生活
希頓曾與日籍鼓手松浦明子育有一子：艾契（Archie）。自2016年初以來，他持續與《怪奇物語》共戲的娜塔莉亞·戴爾交往，後者在戲中扮演喬納森的女友南西·威勒。
希頓是足球狂熱迷和阿森纳足球俱乐部的支持者。

## 作品列表

### 電影
| 年份 | 標題                      | 角色                | 附註 |
| ---- | ------------------------- | ------------------- | ---- |
| 2014 | 《生活需要勇氣》（Life Needs Courage）      | 查理（Charlie）            |      |
| 2015 | 《小學生》（The Schoolboy）            | 麥可·史蒂文斯（Michael Stevens）   |      |
| 2015 | 《步兵的崛起 第二部》（Rise of the Footsoldier Part II） | 交易者              |      |
| 2015 | 《城市与棚屋船员》（Urban & the Shed Crew）    | 法蘭克（Frank）          |      |
| 2016 | 《超脫青春》              | 馬克（Mark）            |      |
| 2016 | 《育陰房》                | 史蒂芬·波特曼（Stephen Portman）   |      |
| 2017 | 《表演者：第三幕》（The Performers: Act III）    | 鮑伊角色（Bowie Character）        |      |
| 2017 | 《詭影》                  | 比利·馬羅伯恩（Billy Marrowbone）   |      |
| 2020 | 《沒有未來》（No Future）          | 威爾（Will）            |      |
| 2020 | 《變種人》                | 山繆·格思里／加農炮 |      |
| 2021 | 《我們的相愛時光2》       | 吉姆·達格爾（Jim Dagger）     |      |

### 電視
| 年份  | 標題         | 角色                         | 附註       |
| ----- | ------------ | ---------------------------- | ---------- |
| 2015  | 《鐵漢督察》 | 蓋瑞·麥雷迪（Gary McCready）              | 2集        |
| 2015  | 《探長薇拉》 | 雷利（Riley）                     | 單集：「」 |
| 2015  | 《急诊室》   | 盧克·迪金森／傑森·韋科特（Luke Dickinson / Jason Waycott） | 2集        |
| 2016– | 《怪奇物語》 | 喬納森·拜爾斯（Jonathan Byers）            | 主要演員   |
| 2020  | 《靈魂伴侶》 | 寇特（Kurt）                     | 單集：「」 |

## 外部連結
- 查理·希頓在互联网电影资料库（IMDb）上的資料（英文）
- 查理·希頓的Instagram帳戶